# Waterside (Derry)
Waterside (en irlandès: Doire Trasna) es refereix generalment a la zona de Derry situada a la riba est del riu Foyle, a Irlanda del Nord. Tradicionalment, Waterside acaba a la rotonda de Caw, prop del pont de Foyle.
Waterside és una zona principalment protestant i unionista, mentre que la resta de Derry és majoritàriament catòlica i nacionalista irlandesa. Durant el conflicte nord-irlandès, la població protestant de Waterside va créixer, probablement com a resultat de l'arribada de desplaçats des del costat oest del riu. Entre el 1971 i el 1981 la població protestant de la riba oest va disminuir un 66%.
A Waterside hi ha el principal hospital de la ciutat, Altnagelvin, així com el parc de St. Columb i l'antic Ebrington Parade Ground. Està enllaçat amb el costat oest de la ciutat a través del pont de Foyle, el pont de Craigavon i el pont Peace.